# Платежна измама
Платежна измама (англ. Payment Fraud) – платежната измама се извършва чрез откраднати кредитни карти, компрометирани онлайн парични сметки, и малуер, резидентно базиран в мрежата или на уеб браузъра. С цел предотвратяване на платежни измами да навредят на търговската дейност следва:
- да се прехванат в глобалната мрежа милионите исторически плащания и трансакции, и да се открият зловредни устройства и IP адреси, закачени по тях;
- Ползване на лостовете за професионална аналитика и изучаване всяка трансакция на електронно плащане;
- Детектиране на Man-in-the-Middle (човек по средата) или Man-in-the-Browser (агент в браузъра) малуер за отвличане на трансакции от устройства на легитимни потребители;
- Откриване на поведенчески нередности и неизправности на работа при откраднати кредитни карти, като напр. друго място на операции или едно устройство с много кредитни карти;
- С цел сигурни мобилни трансакции в мобилното приложение може да се вгради система за превенция на платежни измами.